# اختزال روزنموند
اختزال روزنموند هو تفاعل كيميائي يختزل هاليد الأسيل إلى ألدهيد باستخدام الهيدروجين بوجود حفاز من البلاديوم مشاباً مع كبريتات الباريوم. هذا التفاعل سمي باسم كارل فلهيلم روزنموند.
العامل المساعد يجب أن يشاب لأنه إن ترك في حالته النقية سيكون نشيطاً جداً وسيختزل كلوريد الحمض إلى كحول أولي.
هيدريد ثنائي إيزوبوتيل ألومنيوم يمكن أن يختزل حمض الكلورايد إلى ألدهيد.